# Monte Mann
Il Monte Mann (in lingua inglese: Mount Mann) è una vetta antartica alta 1.680 m, situata sul bordo sudorientale della Lexington Table, 7 km a sud del Monte Zirzow, nel Forrestal Range dei Monti Pensacola, in Antartide. 
Il monte è stato mappato dall'United States Geological Survey (USGS) sulla base di rilevazioni e foto aeree scattate dalla U.S. Navy nel periodo 1956-66.
La denominazione è stata assegnata dall'Advisory Committee on Antarctic Names (US-ACAN) in onore del capitano Edward K. Mann, dell'United States Air Force, assistente della Divisione Ricerca dell'U.S. Naval Support Force in Antartide nel periodo 1966-68.